# Energetyka jądrowa w Armenii
Energetyka jądrowa w Armenii – energetyka jądrowa jest jednym z głównych źródeł energii elektrycznej w Armenii od czasu uruchomienia pierwszego reaktora jądrowego w tym kraju w 1976. Obecnie pracuje jeden reaktor jądrowy, pokrywający około 31% zapotrzebowania na energię elektryczną. Armenia planuje uruchomić drugi blok jądrowy do 2026.

## Elektrownia jądrowa
Armenia posiada jedną elektrownię jądrową z dwoma blokami, przy czym działa tylko jeden z nich. W 2011 wygenerował on 2,4 TWh energii elektrycznej netto. Blok wykorzystuje reaktor wodny ciśnieniowy typu WWER-440 o mocy elektrycznej 376 MW. Reaktory Armenia-1 i Armenia-2, typu W-230 (zmodyfikowanych do wariantu W-270), o mocy elektrycznej 376 MW netto każdy, pracowały w elektrowni Mecamor począwszy od 1976 i 1980. Ich planowany czas pracy wynosi 30 lat. Była to pierwsza sowiecka elektrownia jądrowa zbudowana w rejonie o wysokiej aktywności sejsmicznej. Po katastrofie czarnobylskiej zaniechano planów budowy bloków nr 3 i 4.
W 1988 w odległości 75 km od elektrowni miało miejsce trzęsienie ziemi. Elektrownia pracowała bez zakłóceń, jednak w 1989 oba reaktory wyłączono z obawy przed możliwymi skutkami powtórnego trzęsienia ziemi o sile podobnej do poprzedniego.
Reaktor nr 1 został poddany procedurze demontażu i deinstalacji. W 1993 podjęto decyzję o ponownym uruchomieniu reaktora nr 2, z uwagi na kryzys ekonomiczny. W 1995 reaktor rozpoczął pracę na powrót. Reaktor miał pracować do 2016, ale będzie utrzymywany najpewniej do momentu włączenia nowego bloku jądrowego. Paliwo do elektrowni dostarczane jest przez Rosję. Spowodowało to jednak powstanie długu o wartości około 40 milionów USD. Z tego powodu, elektrownia od 2003 jest pod częściową kontrolą RAO UES (Inter-RAO) i Rosenergoatomu, co pomaga stronie armeńskiej spłacić należność. 
Elektrownia przeszła w 2012 testy bezpieczeństwa przeprowadzane na prośbę Unii Europejskiej po katastrofie w Fukushimie.
W październiku 2012 rząd Armenii przedłużył działanie elektrowni do 2022.

## Przyszłość

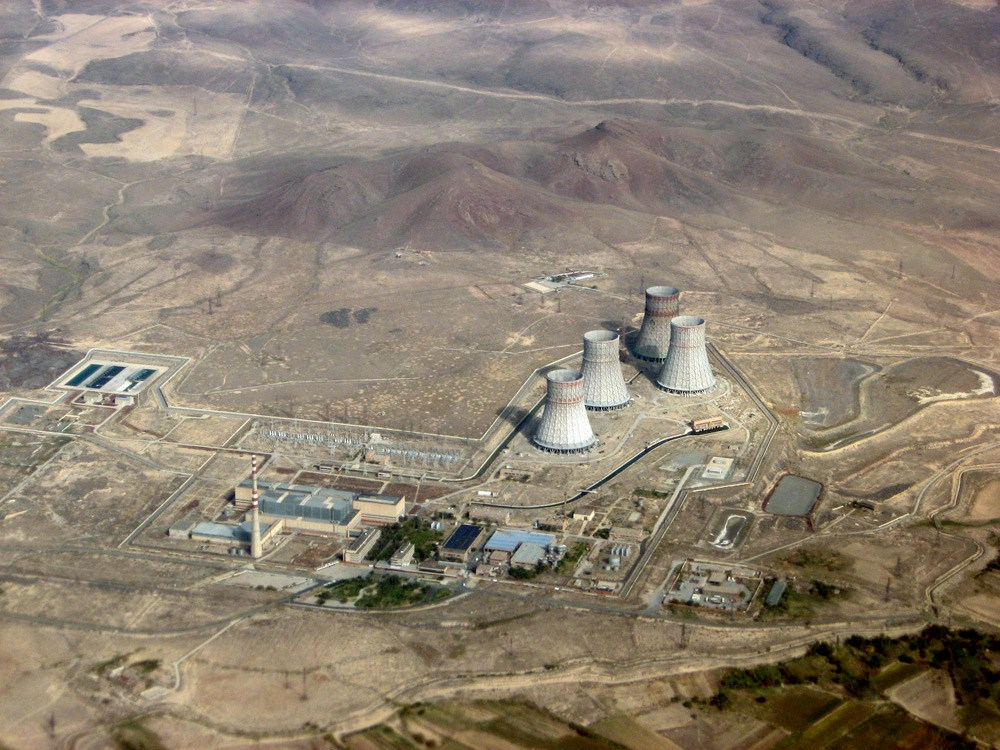
Widok z lotu ptaka na elektrownię jądrową Mecamor

W 2007 Armenia przyjęła nową politykę energetyczną, przewidującą zapewnienie dostaw różnych nośników energii (dywersyfikacja źródeł energii), w tym energii jądrowej i energii ze źródeł odnawialnych. Jeszcze w tym samym roku, z pomocą specjalistów z Rosji, USA i IAEA, przeprowadzono studium możliwości budowy nowego bloku w elektrowni Mecamor. Pierwotnie miał być on oddany do użytku w 2016.
W czerwcu 2009 australijska firma Worley Parsons podpisała kontrakt wart 460 mln. USD na zarządzanie projektem budowy nowego bloku. W tym samym miesiącu zatwierdzono akty prawne niezbędne do budowy nowego reaktora o mocy do 1200 MW w elektrowni Mecamor.
W grudniu 2009 powołano spółkę Mecamorenergoatom, której udziałowcami (po 50% udziałów) są ministerstwo energii i surowców naturalnych Armenii i rosyjska Atomstrojeksport. Firma ma zbudować blok jądrowy z reaktorem AES-92 (WWER-1000 model W-392), o okresie eksploatacyjnym 60 lat. W marcu 2010 podpisano zamówienie na reaktor. Mecamorenergoatom ma kupować całość generowanej energii po stawkach komercyjnych przez 20 lat, umożliwiając realizację zysków partnerom komercyjnym. 
Budowa miała rozpocząć się w 2013. Pierwotnie nowy blok miał być uruchomiony do 2020. Projekt nowego bloku, wyceniany na 5 miliardów USD, znajduje się pod polityczną presją Unii Europejskiej i sąsiedniej Turcji (granica z nią przebiega 16 kilometrów od elektrowni), która żąda wcześniejszego zamknięcia placówki. Jednak z uwagi na stopień zależności od niej, Armenia zdecyduje się na to po uruchomieniu nowej elektrowni, do czego zobowiązuje ją porozumienie zawarte z Unią Europejską w 1999. 
We wrześniu 2013 podpisano z Rosją umowę na modernizację i remont elektrowni, co pozwoli przedłużyć jej pracę o 10 lat. W maju 2014 Rosja zgodziła się skredytować modernizację. Szczegóły zatwierdzonej w maju 2015 umowy przewidują udzielenie przez Rosję grantu w wysokości 30 mln USD i udzielenie pożyczki 270 mln USD na 15 lat z procentowaniem 3% w skali roku. Modernizacja będzie wymagała wyłączenia elektrowni na sześć miesięcy w 2017. Moc elektryczna netto elektrowni po remoncie ma wzrosnąć do 435-440 MW.

## Cykl paliwowy
Armenia jest partnerem w międzynarodowym ośrodku wzbogacania uranu w syberyjskim Angarsku. Ośrodek kierowany jest przez Rosję i znajduje się pod nadzorem IAEA.
Od 2008 w Armenii działała Armenian-Russian Mining Company, joint venture armeńsko-rosyjskie poszukujące złóż uranu, w ilościach mogących pokryć krajowe zapotrzebowanie. Projekt nie powiódł się i w połowie 2015 spółkę rozwiązano.

## Stan prawny
W 1993 Armenia powołała Armeński Urząd Nadzoru Jądrowego (ANRA) i komórkę w ramach ministerstwa energii do zarządzania elektrownią. Zarząd został w 1996 przekazany spółce Armenian NPP. W ministerstwie powołano zaś departament energii atomowej.
W 1993 stała się członkiem Międzynarodowej Agencji Energii Atomowej. W 1996, członkiem Światowego Stowarzyszenia Operatorów Jądrowych (WANO).

## Proliferacja
W 1993 Armenia przystąpiła do układu o nierozprzestrzenianiu broni jądrowej. Również w tym samym roku stała się stroną konwencji wiedeńskiej o odpowiedzialności cywilnej za skutki zdarzeń jądrowych. W 1997 podpisały protokół dodatkowy o zabezpieczeniach z IAEA.